# Rožnov (přírodní rezervace)
Rožnov je přírodní rezervace v chráněné krajinné oblasti Šumava v okrese Český Krumlov. Nachází se v blízkosti státní hranice s Rakouskem v nadmořské výšce 770–845 metrů asi 1,5 kilometru jihozápadně od osady Pasečná, která je místní částí obce Přední Výtoň. Rezervace je rozdělena do tří oddělených částí a byla pojmenována podle zaniklé vesnice Rožnov. Chráněné území s rozlohou 28,85 ha bylo vyhlášeno 31. května 2011 k ochraně přirozeně se vyvíjejících společenstev na rašeliništích, mokřadech a sušších sukcesních plochách na opuštěných zemědělských půdách zaniklé vesnice.
Ze zvláště chráněných druhů rostlin a živočichů se v rezervaci vyskytují vachta trojlistá (Menyanthes trifoliata), oměj šalamounek (Aconitum plicatum), prstnatec májový (Dactylorhiza majalis), prha chlumní (Arnica montana), bramborníček hnědý (Saxicola rubetra), ještěrka obecná (Lacerta agilis) a zmije obecná (Vipera berus).